# Втрати 40 бригади тактичної авіації
У даній статті наведено перелік втрат як бойових так і не пов'язаних з бойовими діями авіації 40 бригади.

## Перелік втрат 40 бригади
| Дата            | Модекс   | Пілот                                                          | Обставини           | Тил літака | Місце                |
| --------------- | -------- | -------------------------------------------------------------- | ------------------- | ---------- | -------------------- |
| 24 лютого 2022  | Білий 5  | Єрко Вячеслав — підполковник, командир ескадрильї              | Збитий у повітрі    | МіГ-29     | Київська область     |
| 24 лютого 2022  | Білий 90 | Коханський Володимир — підполковник, інспектор                 | Збитий у повітрі    | МіГ-29     | Київська область     |
| 24 лютого 2022  | Білий 7  | Радіонов Вячеслав - старший летенант                           | Збитий у повітрі    | МіГ-29     | Київська область     |
| 24 лютого 2022  |          | Пасулько Роман — лейтенант                                     | Збитий у повітрі    | МіГ-29     | Київська область     |
| 2 березня 2022  | Білий 16 | Бринжала Олександр — майор                                     | Збитий у повітрі    | МіГ-29     | Житомирська область  |
| 8 березня 2022  | Білий 9  | Люташин Андрій - майор, начальник підготовки                   | Збитий у повітрі    | МіГ-29     | Київська область     |
| 16 березня 2022 | Білий 15 |                                                                | Невдале приземлення | МіГ-29     | Чернігівська область |
| 25 серпня 2023  |          | Пільщиков Андрій Борисович - майор                             | Збитий у повітрі    | Л-39м      | Житомирська область  |
| 25 серпня 2023  |          | Мінка В'ячеслав Миколайович - майор Проказін Сергій Леонідович | Збитий у повітрі    | Л-39м      | Житомирська область  |
| 27 квітня 2024  |          | Коренчук Валентин — командиром ескадрильї                      | Збитий у повітрі    | МіГ-29     |                      |
| 12 серпня 2024  | Білий 72 | Мигуля Олександр - капітан                                     | Збитий у повітрі    | МіГ-29     | Одеська область      |